# Idiodes fletcherana
Idiodes fletcherana là một loài bướm đêm trong họ Geometridae.